# Erwin Strittmatter

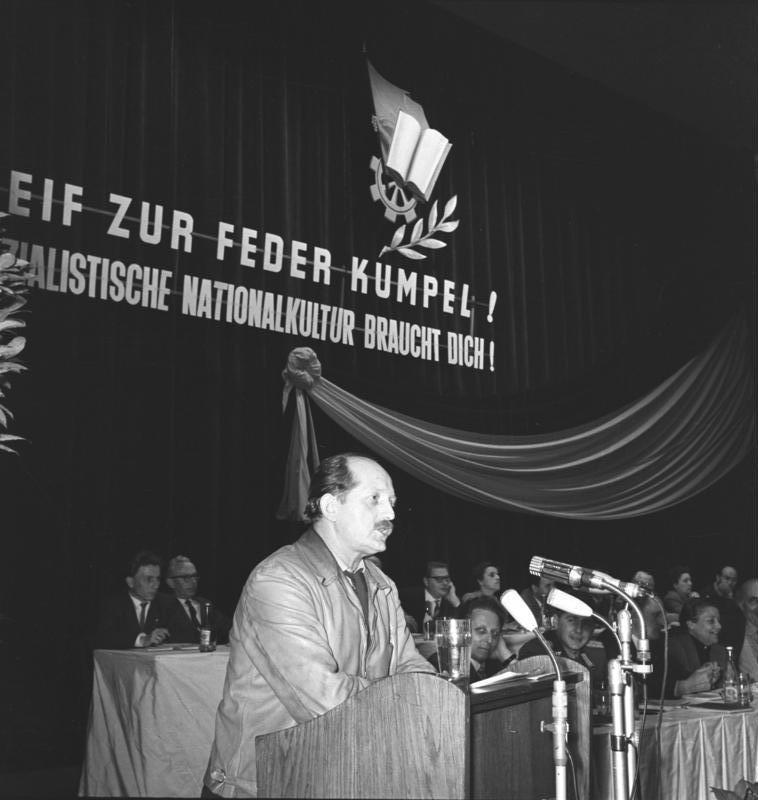
Erwin Strittmatter, 1959

Erwin Strittmatter (ur. 14 sierpnia 1912 w Sprembergu, zm. 31 stycznia 1994) – łużycki pisarz i dramaturg, tworzący w języku niemieckim.

## Życiorys
Pochodził ze wsi łużyckiej. Rozpoczął karierę literacką jako pisarz mniejszości narodowej. Był jednym z przedstawicieli młodego pokolenia pisarzy Niemieckiej Republiki Demokratycznej. Musiał przezwyciężyć nie tylko ciążenie całego nurtu realistycznych i nierealistycznych tradycji literackich, ale przede wszystkim przeszłości politycznej. Główny reprezentant powieści o tematyce wiejskiej. W typowy sposób dla kręgu tej literatury, np. Jurija Brězany i Eduarda Claudiusa, podejmuje próby nakreślenia zmian, jakim podlega wieś niemiecka oraz psychika chłopa. Pisze językiem ludowym z fantazją i humorem. Nie stroni od drastycznych obrazów środowiska wiejskiego i świata rzemieślników. Jego talent do scen rodzajowych z życia chłopów i jego ludowy optymizm zyskały pisarzowi uznanie wielu czytelników.

## Twórczość
Najbardziej wartościowy osiągnięciem literackim Strittmattera jest powieść Tinko (1954). Ukazuje przejście chłopów od produkcji drobnotowarowej do produkcji wielkich spółdzielczych gospodarstw rolnych. Ostre antagonizmy dzielą tu całe rodziny i generacje – głównie jest to rozbieżność między chłopską dumą posiadania a własnością socjalistyczną ziemi. Książka pisana jest z perspektywy młodocianego bohatera tytułowego. Tło większości jego utworów stanowią realia meklemburskiej przyrody i folkloru.
Jego powieści i opowiadania na język polski tłumaczył Eugeniusz Wachowiak.

## Dzieła
- 1963: Ole Bienkopp (wyd. pol.: Ole Pszczeli Łeb. 1968).
- 1969: Ein Dienstag im September,
- 1954: Tinko (wyd. pol.: Tinko. 1956).
- 1957: Wundertater,
- 1977: Meine Freudin Tina Babe (wyd. pol.: Moja przyjaciółka Tina Babe. Przeł. [z niem.] Wachowiak, Eugeniusz. Warszawa: SWO „Czytelnik”, 1981).
- 1986: Grüner Juni,